# Anaphalis triplinervis
Anaphalis triplinervis là một loài thực vật có hoa trong họ Cúc. Loài này được (Sims) Sims ex C.B.Clarke mô tả khoa học đầu tiên năm 1876.